# Rombach-le-Franc
Rombach-le-Franc è un comune francese di 900 abitanti situato nel dipartimento dell'Alto Reno nella regione del Grand Est.

## Società

### Evoluzione demografica
Abitanti censiti